# Arabsat 2A
O Arabsat 2A foi um satélite de comunicação geoestacionário construído pela Aérospatiale. Ele está localizado na posição orbital de 26 graus de longitude leste e era operado pela Arabsat. O satélite foi baseado na plataforma Spacebus-3000A e sua expectativa de vida útil era de 10 anos. O mesmo saiu de serviço em junho de 2005 e foi transferido para uma órbita cemitério.

## História
Um contrato para a construção de dois satélites para a série Arabsat 2 foi assinado com a Aérospatiale em abril de 1993. A sonda utilizava a plataforma Spacebus-3000A da Aérospatiale com 22 transponders em banda C (incluindo oito transponders moderados de 52 W de potência) e 12 transponders em banda Ku. O satélite Arabsat 2A tinha uma massa de mais de duas toneladas na estação. As dimensões máximas do mesmo era de 1,8 m e 2,3 m, e o intervalo do painel solar era de 25 m para uma capacidade de energia elétrica de 5 kW.

## Lançamento
O satélite foi lançado com sucesso ao espaço no dia 9 de julho de 1996, por meio de um veículo Ariane-44L H10-3, lançado a partir do Centro Espacial de Kourou, na Guiana Francesa, juntamente com o satélite Türksat 1C. Ele tinha uma massa de lançamento de 2.500 kg.

## Capacidade e cobertura
O Arabsat 2A é equipado com 22 transponders em banda C e 12 em banda Ku para prestar serviços de telecomunicação ao Oriente Médio.